# Järnvägsreservat
Ett järnvägsreservat är en sträcka mark som är reserverad för ett eventuellt framtida behov av att bygga järnvägsförbindelse eller -bangård på platsen.
Tills ett eventuellt beslut är taget kan marken användas till andra ändamål. Vanligast är gång- cykel- och ridvägar, enklare vägar, markupplag eller liknande. Bygglov beviljas generellt inte.
I område där det bedrivs jord- eller skogsbruk kan den verksamheten oftast fortgå, även om marken är inlöst och upplåts som jordbruksarrende. Uppsägningstiden brukar då vara ett kalenderår, om marken är bebyggd sedan tidigare upp till fem kalenderår, enligt svensk arrendelagstiftning.